# Nice to meet you
Nice to meet you er en film instrueret af Fenar Ahmad.

## Handling
Fenar Ahmad, der selv er iraker, har gennem 1 år fulgt afviste irakiske asylansøgere, der i op til 7 år har boet i et land, hvor de ikke er velkomne. Ventetiden i asylcenteret har gjort flere af personerne syge, men ingen tør vende hjem til deres krigshærgede land. Deres situation er umulig.